# Marcel Paul
Pour les articles homonymes, voir Paul.
Marcel Paul, né le 12 juillet 1900 à Paris et mort le 11 novembre 1982 à l'Île-Saint-Denis (Seine-Saint-Denis), est un homme politique français.
Syndicaliste et militant communiste, il est ministre de la Production industrielle de novembre 1945 à novembre 1946, fonction pendant laquelle il obtient notamment la nationalisation de l'électricité et du gaz. Il est également député de la Haute-Vienne de 1945 à 1948.

## Biographie

### Les débuts
Enfant trouvé le 12 juillet 1900 dans le 14e arrondissement de Paris où il avait été abandonné place Denfert-Rochereau, Marcel Paul est « placé » à Moncé-en-Belin (Sarthe) où son instituteur lui fait réussir le certificat d’études primaires et il commence à travailler à l'âge de 13 ans comme valet de ferme toujours dans la Sarthe. Il milite à 15 ans aux Jeunes Socialistes, contre la guerre. Mobilisé dans la marine, il participe à la révolte des équipages de Brest, puis à celle des marins qui refusent de faire fonctionner la centrale électrique de Saint-Nazaire contre les ouvriers en grève.

### Syndicaliste et militant communiste
À sa démobilisation, il s'installe tout d'abord à Saint-Quentin, dans l'Aisne, où il travaille dans le bâtiment et commence à exercer une activité syndicale. Il est ensuite embauché comme électricien, profession qu'il a apprise au sein de la Marine nationale, à la Société des transports en commun de la région parisienne (STCRP). En 1923, il adhère au parti communiste.
De 1931 à 1936, Marcel Paul occupe le poste de secrétaire général de la Fédération des services publics, hospitaliers, éclairage et force motrice (CGTU). Il est nommé ensuite secrétaire général adjoint, puis secrétaire général (en 1937) de la Fédération réunifiée de l'éclairage. En 1932, il est violemment agressé à la sortie d'une réunion syndicale du personnel soignant de l'Hôtel-Dieu de Marseille. Une infirmière qui l'accompagne, Edmée Dijoud, est tuée. Devenu proche de Maurice Thorez, il est présenté par le Parti communiste aux élections municipales de 1935 dans le 14e arrondissement de Paris, où il est élu, ainsi que Léon Mauvais.
En 1938, il se rend en Espagne et en Tchécoslovaquie au nom de la CGT.

### Résistance et déportation
En 1939, Marcel Paul est mobilisé dans l'infanterie, car la marine refuse son incorporation. Après la signature du pacte germano-soviétique, il est exclu, ainsi que les autres communistes, de la direction de la Fédération de l'éclairage (Clément Delsol le remplace à la tête de la fédération dite « légale »). Fait prisonnier, il s'évade deux fois. Il rejoint la Bretagne, où il occupe avec Auguste Havez la fonction de responsable inter-régional du Parti communiste. Il s'occupe alors de ramasser des armes et des explosifs pour constituer des dépôts, puis, sur ordre de la direction du parti, revient à Paris en novembre 1940 tout en suivant les actions dans l'Ouest jusqu'en janvier 1941. Très actif dans le milieu de l'éclairage et des services publics, il s'investit dans la mise sur pied de comités populaires dans la région parisienne. Engagé également dans l'Organisation spéciale (OS), il apprend, à partir de juillet 1941, le maniement des explosifs avec France Bloch-Sérazin et organise avec Jean Baillet et Maurice Ottino en août 1941 un attentat manqué contre un train officiel allemand.
Dénoncé, il est arrêté en novembre 1941. Détenu au commissariat, puis à l'hôpital de Saint-Denis où il tente de se suicider, il est ensuite transféré à la prison de la Santé. Jugé en février 1943 par la section spéciale, il est condamné à quatre ans de prison. À l'été 1943, il est transféré, avec d'autres détenus, à la centrale de Fontevraud. Livré en février 1944 aux Allemands, Marcel Paul tente une nouvelle fois de s'évader. Il est déporté le 27 avril 1944 à Auschwitz, où un matricule lui est tatoué sur l'avant-bras gauche. Le 14 mai, il est transféré à Buchenwald avec les hommes de son convoi,.
Dans le camp, membre du triangle de résistance avec André Leroy et Jean Lloubes, il devient l'un des chefs de la résistance clandestine, au sein du « comité des intérêts français ». Il est l'un des cinq membres du bureau. L'idée de Marcel Paul était de créer, à l'échelle du camp, un comité à l'image du Conseil national de la Résistance, avec un double objectif : sauver le plus grand nombre de Français possible, et poursuivre derrière les barbelés l’œuvre de la Résistance. Il peut décider de l'affectation des détenus aux postes de travail. Il sauve ainsi de nombreux déportés français, dont Marcel Dassault, dont les idées politiques étaient très éloignées de celles du PCF, mais Marcel Paul était conscient que la France libérée aurait besoin d'hommes tels que Marcel Dassault pour la reconstruction. Marcel Dassault sera toute sa vie reconnaissant envers Marcel Paul en soutenant financièrement la fédération des déportés FNDIRP. . Mais l'administration du camp de Buchenwald le charge aussi d'envoyer d'autres résistants tels que Jean Bertin en convoi disciplinaire. 
Tous les témoignages concordent pour affirmer que Marcel Paul joua un rôle essentiel dans l’insurrection du camp de Buchenwald, qui conduisit à sa libération.

#### Polémiques
Alors qu’il est en passe de faire nationaliser les Charbonnages de France, une campagne de calomnie sur son attitude à Buchenwald  est dirigée à son encontre par le journal Paroles françaises, hebdomadaire du Parti républicain de la liberté (PRL), la formation politique la plus à droite que connaisse alors la France, avec comme objectif de ne pas faire aboutir cette loi de nationalisation. Cette campagne, commencée le 27 avril 1946, dure cinq semaines. Le 29 mai 1946, en soutien à Marcel Paul, une soirée de solidarité est organisée à Paris. Plusieurs milliers de personnes sont présentes, parmi lesquelles de nombreux rescapés de Buchenwald, Marcel Dassault, le général Alfred Heurteaux, le général Louis-Alexandre Audibert ou Raymond Allouche (représentant des israélites français internés à Buchenwald). Ces preuves de soutien ont été réunies dans un livre blanc qui fait plus de 450 pages.
Deux ans après sa mort, une polémique autour de sa mémoire est provoquée par quelques lignes publiées par Laurent Wetzel, conseiller municipal CDS de Sartrouville et agrégé d'histoire, dans un article du Courrier des Yvelines. L'auteur y explique pourquoi il refuse de s'associer à l'inauguration d'une rue Marcel-Paul dans sa municipalité. Il écrit : « Déporté à Buchenwald, Marcel Paul entra à la direction interne du camp. Il disposa alors du sort — c'est-à-dire de la vie et de la mort — de nombreux camarades. Dans ses fonctions, il tint compte essentiellement de l'intérêt de son parti. » Les deux associations que Marcel Paul présida, l'Association Dora-Buchenwald et la FNDIRP, portent plainte pour diffamation. Le procès, devant le tribunal de Versailles, voit défiler de nombreux anciens déportés. Le 17 janvier 1985, Laurent Wetzel est relaxé, la cour refusant de statuer sur la vérité historique.
L'ancien résistant Pierre-Henri Teitgen dénonce en janvier 1985 l'attitude pour le moins ambiguë de Marcel Paul à Buchenwald  dans un article de Ouest France intitulé « L'engrenage ». 
Un autre ancien français déporté pour des faits de résistance, Pierre Nivromont, témoigne contre Marcel Paul en 1986 : « A Buchenwald, les communistes faisaient la loi. Tous les bons postes étaient pour eux. Quand un convoi arrivait, les communistes étaient tout de suite sortis des rangs pour être mis dans les bonnes planques (…) Marcel Paul a dit à mon père « t’es pas de chez nous, tu peux crever et ton fils avec ! ». 

### L'après-guerre: député, ministre et dirigeant d'associations de déportés
Rapatrié en priorité avec des personnalités, il reste peu de temps à Paris et repart à Buchenwald pour s'occuper du retour des autres déportés. De retour à Paris, Marcel Paul entre au Comité central du Parti communiste français (PCF), élu lors du Xe congrès de juin 1945. Il reprend ses activités syndicales et est nommé membre de l’Assemblée consultative, où il intervient le 3 août en faveur de la nationalisation du gaz et de l'électricité.
Pour apaiser les conflits déclenchés en Limousin par l'indiscipline de Georges Guingouin, le Parti communiste présente en octobre 1945 la candidature de Marcel Paul dans la Haute-Vienne à la première Assemblée nationale constituante. Il est élu avec Alphonse Denis au quotient avec 33,95 % des voix, mais sa liste arrive derrière celle de la SFIO, que conduit Adrien Tixier et qui obtient 50,53 % des voix et trois sièges. Marcel Paul est nommé membre de la Commission de l'équipement national, de la production et des communications, de la Commission de l'intérieur et de la santé publique, de la Commission des prisonniers et déportés et des pensions et de la Commission permanente de coordination des affaires économiques et sociales. Le 3 août 1945, il prend part à la discussion des résolutions sur la nationalisation du gaz et de l'électricité.
En 1945, il fonde avec le colonel Manhès la Fédération nationale des déportés et internés résistants et patriotes (FNDIRP), dont il est président jusqu'à sa mort. Il fonde aussi avec ce dernier en 1945 et préside l'Association française Buchenwald Dora et Kommandos.
Dans un contexte politique fortement anticommuniste, Marcel Paul peine à se faire reconnaître en tant que « déporté résistant ». La Commission nationale des déportés et internés résistants oppose, par deux fois, un refus ; en janvier 1953, elle indique : « Le comportement de Marcel Paul dans les camps allemands justifierait en tout état de cause une décision de rejet, comme entrainant l'application du deuxième alinéa de l'article 16 de la loi du 6 août 1948, lequel exclut du statut de déportés et internés résistants ceux qui, au cours de leur déportation, ou de leur internement, se sont rendus coupables d'activités contraires à l'esprit de la Résistance », puis en juin 1953 : « Les pièces du dossier démontrent que l'arrestation a été la conséquence d'une activité politique, et non de l'accomplissement d'actes qualifiés de résistance à l'ennemi »[réf. nécessaire]. Marcel Paul obtient finalement sa carte de déporté résistant en 1955.
En tant que prisonnier éminent du camp de concentration de Buchenwald, Marcel Paul s'est exprimé à l'occasion des célébrations de la libération du camp au Mémorial national de Buchenwald, en République démocratique allemande (RDA).
Nommé ministre de la production industrielle le 21 novembre 1945, dans le gouvernement de Charles de Gaulle, succédant à Robert Lacoste, il reste à ce poste dans les gouvernements de Félix Gouin et de Georges Bidault, jusqu'en décembre 1946. Le 2 décembre 1945, il vote la nationalisation de la Banque de France et des organismes de crédit. Le 27 mars 1946, il propose la nationalisation de l'énergie et organise la création d'EDF-GDF, qui est votée le 8 avril 1946. Il fait de la nouvelle entreprise publique un modèle social en organisant le statut du personnel. Le 8 avril, dans le cadre de la nationalisation d’EDF-GDF, il œuvre à la création du Conseil central des œuvres sociales (CCOS) financé sur le 1 % minimum des bénéfices hors taxes des ventes d'électricité et de gaz de l'entreprise étatisée qui, par la suite, subira régulièrement les accusations de financement occulte de la CGT,,. En tant que ministre de la Production industrielle, il dépose, le 15 janvier, un projet de loi relatif au personnel des exploitations minières et assimilées, plusieurs projets sur les élections aux Chambres de métiers et, le 20 avril, un projet portant réglementation des conditions d'accès à la profession de coiffeur. Le 19 avril 1946, il vote pour l'adoption de la Constitution et le 24 avril pour la nationalisation des sociétés d'assurance.
Aux élections de la seconde Assemblée nationale constituante de juin 1946, Marcel Paul est à nouveau candidat du PCF en Haute-Vienne. La liste communiste arrive cette fois en tête, avec 66 815 votes sur un total de 175 214 suffrages exprimés. Marcel Paul et Alphonse Denis sont donc réélus. La SFIO, avec 63 942 n'obtient que deux sièges, ceux de Jean Le Bail et d'André Foussat. Le dernier siège est obtenu par Robert Schmidt, tête de la liste MRP qui recueille 36 977 voix.
En novembre 1946, il est élu à l'Assemblée nationale et nommé membre de la Commission de production industrielle. Il quitte le ministère en décembre 1946. Après un mois d'un gouvernement socialiste homogène, les ministres communistes sont rappelés en janvier 1947, mais pas Marcel Paul. À partir de janvier 1947, Marcel Paul reprend la tête de la fédération CGT de l'éclairage, fonction qu'il occupera jusqu'en 1966, de fait jusqu'en 1963.
En mai 1947, le gouvernement socialiste de Paul Ramadier écarte les ministres communistes. En février 1947, il devient président du Conseil central des œuvres sociales (CCOS) d'EDF-GDF, où il reste jusqu'à la dissolution de l'organisation par le gouvernement de René Pleven, le 17 février 1951. Le lendemain, la police envahit les locaux du CCOS, 22 rue de Calais, Paris 9e, et en chasse le personnel.

### Retour au syndicalisme
Voulant se consacrer plus totalement à sa mission syndicale, il démissionne de son mandat de député le 20 avril 1948. Il n'est pas candidat aux élections de 1951.
En 1964, il n'est pas réélu au Comité central du Parti communiste, à la suite de divergences concernant la reprise des œuvres sociales d'EDF-GDF qu'il avait créées. Depuis 1951, la gestion en est devenue patronale et le gouvernement met comme condition à la reprise de l'activité par les syndicats l'éviction de Marcel Paul, ce que la direction fédérale se résout à accepter en 1962.
Il est nommé officier de la Légion d'honneur en avril 1982. À l'issue de la cérémonie du 11 novembre 1982, place de l'Étoile à Paris, il est pris d'un malaise fatal. Il meurt chez lui quelques heures plus tard. Il est inhumé au cimetière du Père-Lachaise (division 97).

## Hommages

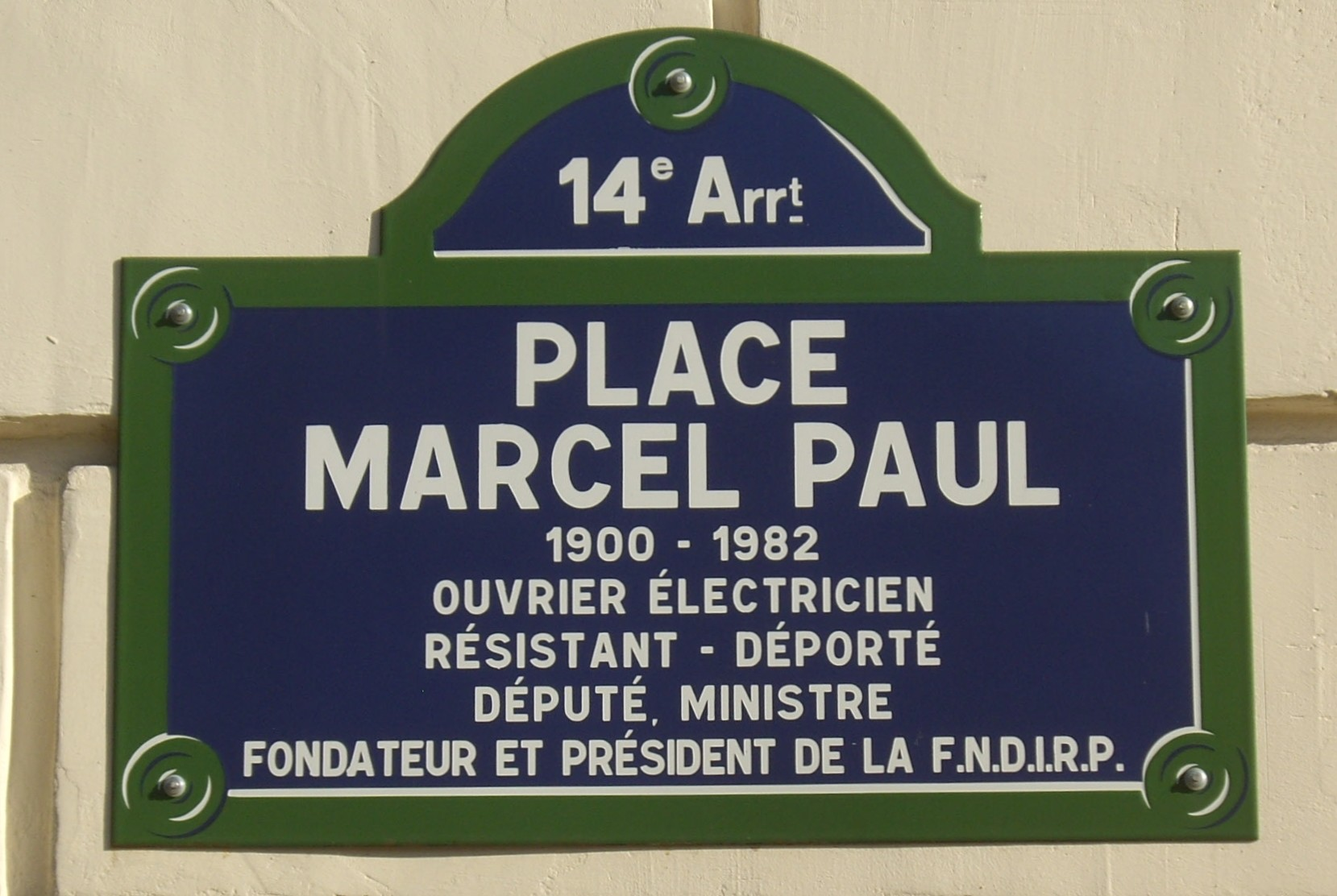
Plaque de rue de la place Marcel-Paul à Paris.

- De nombreuses rues, avenues, places, salles et stations de tramway portent son nom.
- Une stèle lui rendant hommage a notamment été érigée au sommet de la falaise surplombant le site nucléaire de Flamanville (Manche).
- En 1992 La Poste française émet un timbre-poste en hommage à sa mémoire.

## Décoration
- Officier de la Légion d'honneur